# Правдюки (Роменский район)

Правдюки (укр. Правдюки) — село,
Пустовойтовский сельский совет,
Роменский район,
Сумская область,
Украина.
Код КОАТУУ — 5924187905. Население по переписи 2001 года составляло 304 человека .

## Географическое положение
Село Правдюки находится в 2-х км от левого берега реки Сула.
На расстоянии в 2 км расположены сёла Волковцы и Зиново.
По селу протекает пересыхающий ручей с запрудой.
Рядом проходит автомобильная дорога Н-07.

## Объекты социальной сферы
- Дом культуры.